# Hoima
Hoima  este un oraș  în  Uganda. Este reședinta  districtului Hoima.